# گنو اسکرین
گنو اسکرین (به انگلیسی: GNU Screen) یک تسهیم‌کننده ترمینالی است که به کاربر اجازه می‌دهد تا بتواند به چندین نشست ترمینالی مجزا و مستقل، در داخل تنها یک پنجره ترمینال یا یک نشست ترمینالی راه دور، دسترسی داشته باشد. استفاده از این برنامه، خصوصاً برای کار کردن با چندین نرم‌افزار مختلف از طریق یک رابط خط فرمانی، و همینطور برای جداسازی برنامه‌ها از پوسته‌ای که برنامه را اجرا کرده، مفید است. این برنامه که تحت پروانه جی‌پی‌ال نسخه ۳ منتشر می‌شود، یک نرم‌افزار آزاد است. این برنامه اولین بار توسط Oliver Laumann و Carsten Bormann طراحی و در سال ۱۹۸۷ منتشر شد.